# Nelsonia nummulariaefolia
Nelsonia nummulariaefolia là một loài thực vật có hoa trong họ Ô rô. Loài này được (Vahl) Roem. & Schult. mô tả khoa học đầu tiên năm 1817.